# Dolomedes orion
Espèce
Dolomedes orion est une espèce d'araignées aranéomorphes de la famille des Dolomedidae.

## Distribution
Cette espèce est endémique de l'archipel Nansei au Japon. Elle se rencontre dans les îles Okinawa, Kerama et Amami.

## Description

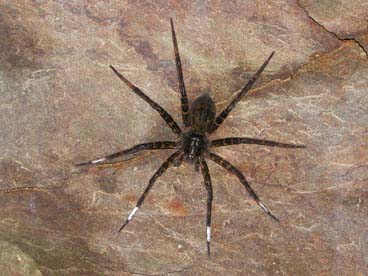
Dolomedes orion ♀

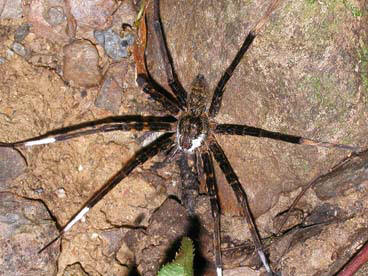
Dolomedes orion ♂

La femelle holotype mesure 32,5 mm et le mâle paratype 27,5 mm, les mâles mesurent de 22,3 à 28,7 mm et les femelles de 28,0 à 38,7 mm.

## Systématique et taxinomie
Cette espèce a été décrite par Tanikawa en 2003.

## Étymologie
Son nom d'espèce lui a été donné en référence à Orion.

## Publication originale
- Tanikawa, 2003 : « Two new species and two newly recorded species of the spider family Pisauridae (Arachnida: Araneae) from Japan. » Acta Arachnologica, vol. 52, p. 35-42.